# Timal
Timal, pseudonimo di Ruben Louis (Saint-Denis, 10 luglio 1997), è un rapper francese.

## Biografia
Ruben Louis nasce a Saint-Denis, ma cresce a Champs-sur-Marne. Possiede origini guadalupane, alle quali il suo nome d'arte è legato.

## Carriera
La carriera musicale di Timal inizia nel 2016, con la pubblicazioni di alcuni brani e freestyle sulla piattaforma YouTube. Guadagna notorietà grazie alla serie di freestyle chiamata Rapport. Il 27 aprile 2018 pubblica il suo primo album in studio, Trop chaud. Il progetto si compone di due dischi: il primo contiene 15 tracce inedite, mentre il secondo contiene i freestyle che lo hanno portato al successo. L'album viene certificato oro in tre mesi e ottiene il disco di paltino entro la fine dell'anno.
Il 28 febbraio 2020 esce il secondo album, dal titolo Caliente, che contiene le collaborazioni di colleghi come Maes, Leto e PLK. L'album viene ripubblicato due volte: dapprima con l'aggiunta di 5 brani inediti, mentre il 16 ottobre esce una seconda deluxe, Trop caliente, comprendente 12 nuove canzoni e le collaborazioni con SDM e Marwa Loud.
Il 15 ottobre 2021 Timal pubblica il suo terzo album, chiamato Arès, composto da 16 tracce con collaborazioni come Jul, Heuss l'Enfoiré e Morad. Nel febbraio 2022 è la volta del singolo Filtré, realizzato insieme a Gazo, che raggiunge la vetta della Top Singoli francese.

## Procedimenti giudiziari
Il 30 agosto 2022 Timal pubblica su Snapchat un video che lo vede intento a colpire uno dei suoi cani con dei calci. Le immagini scatenano numerose polemiche, tanto da spingere l'associazione animalista 30 Millions d'Amis a sporgere denuncia contro il rapper per "maltrattamento di animali". Successivamente, entrambi i cani del rapper vengono recuperati dall'associazione Action Protection Animale. Il giorno seguente Timal viene arrestato e messo in custodia di polizia. Il 2 settembre 2022 il rapper viene condannato a una multa di 6.000 euro per "atto di crudeltà contro un animale domestico", e gli viene vietato il possesso di animali per i 5 anni successivi.

## Discografia

### Album in studio
- 2018 – Trop chaud
- 2020 – Caliente
- 2021 – Arès
- 2025 – Ultimatum

### Extended play
- 2024 – Darvaza